# پیتر تیلور (قایقران)
پیتر تیلور (انگلیسی: Peter Taylor؛ زادهٔ ۳ ژانویهٔ ۱۹۸۴) قایقران روئینگ اهل نیوزیلند است.
وی در مسابقات کشوری و بین‌المللی در مجموع برندهٔ ۲ مدال طلا، ۳ مدال نقره، ۲ مدال برنز شده‌است.